# Меморіальний музей-садиба Леся Курбаса
Меморіальний музей-садиба Леся Курбаса — державний музейний заклад у селі Старий Скалат Тернопільського району Тернопільської області.

## Історія
Музей створено з ініціативи й стараннями працівників Тернопільського обласного краєзнавчого музею, частину матеріалів для експозиції передали митці Г. Бегічева, Василь Василько, Я. Косаківна, П. Самійленко, Л. Сердюк, В. Стеценко, І. Стешенко, С. Федорцева, Р. Черкашин, В. Чистякова та інші. Живописні портрети Курбаса написали художники Євген Безніско, Р. Безпалко, Богдан Ткачик.
Його відкрито  за рішенням ЮНЕСКО в лютому 1987 до 100-річчя від дня народження Леся Курбаса в родинному будинку Курбасів.
На фасаді встановлено пам'ятні таблиці Лесю Курбасу та його батькові Степану Яновичу (Курбасу) (скульптор І. Козлик).
Від 1988 музей-садиба — відділ Тернопільського обласного краєзнавчого музею, від 2002 — у віданні Тернопільського обласного відділу культури.

## Експозиція
Експозицію розгорнуто в п'яти кімнатах парафіяльного будинку, в якому жила родина Курбасів. Експонати розповідають про життєвий і творчий шлях Леся Курбаса, вшанування його пам'яті, діяльність театрів товариства «Руська бесіда», «Тернопільські театральні вечори», «Молодого театру», театрів «Кийдрамте», «Березіль».
Тут є матеріали про творчість Ганни Бабіївни, Василя Василька, Мар'яна Крушельницького, діяльність Тернопільського академічного театру імені Тараса Шевченка, Тернопільського театру актора і ляльки, самодіяльних народних театрів області.
Директор музею — О. Ковцун.